# Volcà de Simon
El Volcà del Can Simó és un volcà situat al municipi de Santa Pau, a la comarca catalana de la Garrotxa.